# 1471

## Родени
- 21 май – Албрехт Дюрер, германски художник

## Починали
- 26 юли – Павел II, римски папа